# Eucyclops euacanthus
Eucyclops euacanthus – gatunek widłonoga z rodziny Cyclopidae. Nazwa naukowa gatunku została po raz pierwszy opublikowana w 1909 roku przez norweskiego hydrobiologa Georga Ossiana Sarsa.